# Munkesæler
Munkesæler er sæler i slægten Monachus tilhørende de ægte sæler, der er kendetegnet ved, at de ikke har noget ydre øre. Munkesælerne udgøres af tre arter:
- Monachus schauinslandi (Stillehavsmunkesæl)
- Monachus monachus (Middelhavsmunkesæl)
- Monarchus tropicalis (Karibisk munkesæl) (Formodet uddød omkring 1950)

| Dyr | Spire Denne artikel om dyr er en spire som bør udbygges. Du er velkommen til at hjælpe Wikipedia ved at udvide den. |